# Atractotomus mali
Espèce
Atractotomus mali est une espèce d'insectes hétéroptères (les punaises) de la famille des Miridae.

## Description
Longue de 3 à 4 mm, elle vit sur les pommiers et les aubépines. Elle peut occasionnellement être prédatrice.

## Galerie

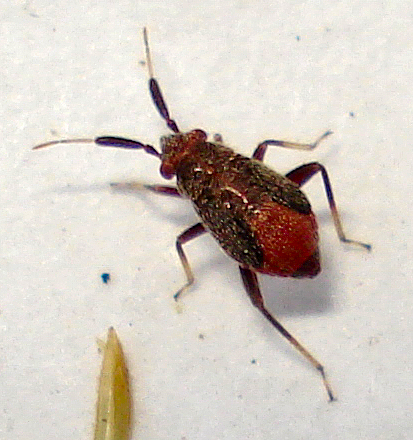
Nymphe.

## Systématique
Le nom valide complet (avec auteur) de ce taxon est Atractotomus mali (Meyer-Dür (d), 1843).
L'espèce a été initialement classée dans le genre Capsus sous le protonyme Capsus mali Meyer-Dur, 1843.
Atractotomus mali a pour synonymes :
- Atractotomus britannicus Stichel, 1956
- Atractotomus collaris Stichel, 1956
- Atractotomus forticornis (Mulsant & Rey, 1852)
- Atractotomus mali britannica Stichel, 1956
- Atractotomus mali collare Stichel, 1956
- Atractotomus mali putoni Stichel, 1933
- Atractotomus mali schlicki Stichel, 1933
- Atractotomus mali Wagner & Weber, 1964
- Atractotomus malinellus (Pommerol, 1900)
- Atractotomus putoni Stichel, 1933
- Atractotomus pyri (H.Meyer-Dur, 1841)
- Atractotomus rufus Fieber, 1858
- Atractotomus schlicki Stichel, 1933
- Atractotomus vireti Wagner, 1955
- Capsus forticornis Mulsant & Rey, 1852
- Capsus mali Meyer-Dur, 1843
- Capsus pyri H.Meyer-Dur, 1841
- Reduvius malinellus Pommerol, 1900